# Bezzia globulosa
Bezzia globulosa är en tvåvingeart som beskrevs av Gustavo R. Spinelli och Wirth 1990. Bezzia globulosa ingår i släktet Bezzia och familjen svidknott.
Artens utbredningsområde är Puerto Rico. Inga underarter finns listade i Catalogue of Life.